# Naissance en 1914
Naissance
- 1910
- 1911
- 1912
- 1913
- 1914
- 1915
- 1916
- 1917
- 1918

Cette page dresse une liste de personnalités nées au cours de l'année 1914 présentée dans l'ordre chronologique.
La liste des personnes référencées dans Wikipédia est disponible dans la page de la Catégorie: Naissance en 1914.

## Janvier
- 3 janvier : Odette Caly, peintre française († 17 novembre 1993).
- 4 janvier : Jean-Pierre Vernant, historien et anthropologue français († 9 janvier 2007).
- 5 janvier : 
  - Nicolas de Staël, peintre français († 16 mars 1955).
  - George Reeves, acteur et réalisateur américain († 16 juin 1959).
- 6 janvier :
  - Vittorio Bodini, poète et traducteur italien († 19 décembre 1970).
  - David Bruce, acteur américain  († 3 mai 1976).
  - Ena Twigg, médium britannique († 1984).
- 7 janvier :
  - Pepe Bienvenida, matador espagnol († 3 mars 1968).
  - Anja Elkoff, chanteuse d'opérette allemande († ?).
- 8 janvier : Berthe Marcou, peintre et graveuse française († 13 septembre 1993).
- 10 janvier :
  - Pierre Cogan, coureur cycliste français († 5 janvier 2013).
  - Robert Darène, acteur, réalisateur et scénariste de cinéma français († 15 janvier 2016).
- 11 janvier : Ettie Steinberg, longtemps considérée comme la seule victime irlandaise de la Shoah († 4 septembre 1942).
- 12 janvier : Émile Rummelhardt, joueur et entraîneur de football français († 15 janvier 1978).
- 14 janvier : Thomas Watson, Junior, homme d'affaires, homme politique et philanthrope américain († 31 décembre 1993).
- 16 janvier : Roger Aubert, chanoine, théologien et historien belge († 2 septembre 2009).
- 17 janvier : Théo Lefèvre, homme politique belge († 18 septembre 1973).
- 18 janvier : Arno Schmidt, écrivain allemand († 3 juin 1979).
- 19 janvier :Maurice Sérullaz, peintre, historien d'art et critique d'art français († 14 août 1997).
- 22 janvier : Prince Sisowath Sirik Matak, 1er ministre de la république du Cambodge († 21 avril 1975).
- 25 janvier : Magda Hagstotz, peintre et styliste allemande († 2001).
- 30 janvier : Luc-Marie Bayle, marin et artiste français († 11 octobre 2000).

## Février
- 1 février : Jale İnan,  archéologue turque († 26 février 2001).
- 2 février : 
  - Eric Kierans, politicien et économiste († 10 mai 2004).
  - Farhat Hached, homme politique tunisien († 5 décembre 1952).
- 3 février :
  - Mary Carlisle, actrice, chanteuse et danseuse américaine († 1er août 2018).
  - Michel Thomas, linguiste polonais († 8 janvier 2005).
- 4 février : Jean Chabot, peintre français († 18 février 2015).
- 5 février :
  - Roland Chanco, peintre français († 11 juillet 2017).
  - Brunó Straub, homme politique hongrois († 15 février 1996).
- 6 février : 
  - Jean Majerus, coureur cycliste luxembourgeois († 16 juin 1983).
  - Roza Papo, partisane, médecin et générale de l'Armée populaire yougoslave († 15 février 1984).
- 17 février : René Vietto, coureur cycliste français († 14 octobre 1988).
- 19 février : Jacques Dufilho, acteur français († 28 août 2005).
- 21 février : Park Soo-keun, peintre coréen († 6 mai 1965).
- 22 février : Karl Otto Götz, peintre allemand († 19 août 2017).
- 23 février :
  - Diego Marabelli, coureur cycliste italien († 12 juillet 2006).
  - Theofiel Middelkamp, coureur cycliste néerlandais († 2 mai 2005).
- 24 février : Arthur Blake, acteur américain († 24 mars 1985).
- 26 février :
  - Robert Alda, acteur américain d'origine italienne († 3 mai 1986).
  - Antonio Cardile, peintre, graveur, dessinateur et sculpteur italien de l'école romaine de peinture († 9 décembre 1986).
  - Witold Rowicki, musicien et chef d'orchestre polonais († 1er octobre 1989).
- 27 février : Yvan Audouard, à Saïgon, journaliste et écrivain français († 21 mars 2004).
- 28 février : Jim Boles, acteur américain († 26 mai 1977).

## Mars
- 2 mars :
  - Louis Chaillot, coureur cycliste français († 30 janvier 1998).
  - Ángel Grippa, footballeur argentin († ? ).
  - James Robert Knox, cardinal australien († 26 juin 1983).
- 3 mars :
  - Teofilo Camomot, archevêque philippin, vénérable († 27 septembre 1988).
  - Asger Jorn, peintre danois († 1er mai 1973).
- 4 mars :
  - Robert Bice, acteur américain († 8 janvier 1968).
  - André Deforge, coureur cycliste français († 24 janvier 1996).
- 6 mars : Marguerite Bervoets, femme de lettres et résistante belge († 7 août 1944).
- 7 mars : Doreen Blumhardt, potière, céramiste et enseignante néo-zélandaise († 17 octobre 2009).
- 10 mars : Pierre Collet, acteur de cinéma français († 30 octobre 1977).
- 13 mars : Olaf Pooley, acteur, scénariste et réalisateur britannique († 14 juillet 2015).
- 14 mars : Jaime Castillo Velasco, avocat, philosophe et homme politique chilien († 29 octobre 2003).
- 15 mars : 
  - Aniello Dellacroce, gangster italo-américain, Sottocapo de la famille Gambino de 1957 à 1985 († 2 décembre 1985).
  - Gil Elvgren, dessinateur américain († 29 février 1980).
  - Lawrence Pennell, homme politique canadien († 9 août 2008).
- 17 mars : 
  - Joseph Godber, homme politique britannique († 25 août 1980).
  - Juan Carlos Onganía, général et dictateur argentin de 1966 à 1970 († 8 juin 1995).
- 18 mars :
  - Trygve Haugeland, homme politique norvégien († 10 décembre 1998).
  - Abdias do Nascimento, homme politique, écrivain, peintre et acteur brésilien († 23 mai 2011).
- 19 mars : Fred Clark, acteur américain († 5 décembre 1968).
- 20 mars : Wendell Corey, acteur américain († 8 novembre 1968).
- 21 mars :
  - Lucien Ardenne, peintre français († 17 septembre 1993).
  - Paul Tortelier, violoncelliste français († 18 décembre 1990).
- 26 mars :
  - Morenito de Valencia (Aurelio Puchol Aldas), matador espagnol († 11 octobre 1953).
  - William Westmoreland, général américain († 18 juillet 2005).
- 27 mars : Richard Denning, acteur américain († 11 octobre 1998).
- 28 mars : Guido Carli, homme politique italien († 23 avril 1993).
- 31 mars : Octavio Paz, écrivain mexicain, prix Nobel de  littérature en 1990 († 19 avril 1998).

## Avril
- 2 avril :
  - Alec Guinness, acteur britannique († 5 août 2000).
  - Hans Wegner designer danois († 26 janvier 2007).
- 3 avril : Marie-Madeleine Dienesch, femme politique française († 8 janvier 1998).
- 4 avril :
  - Richard Coogan, acteur américain († 12 mars 2014).
  - Marguerite Duras, romancière française († 3 mars 1996).
- 6 avril : Enrica Beltrame Quattrocchi, infirmière et bénévole italienne, vénérable catholique († 16 juin 2012).
- 8 avril : María Félix, actrice mexicaine († 8 avril 2002).
- 9 avril : Rex Barrat, peintre, dessinateur et illustrateur français († 21 décembre 1974).
- 11 avril :
  - Norman McLaren, réalisateur Canadien d'origine britannique de films d'animation († 26 janvier 1987).
  - Pierre Vincent, général français († 11 novembre 2015).
- 12 avril :
  - François Baboulet, peintre paysagiste, de marines et de natures mortes français († 17 décembre 2010).
  - Gretel Bergmann, athlète juive allemande spécialiste du saut en hauteur († 25 juillet 2017).
  - Jan Van Cauwelaert, évêque catholique belge († 18 août 2016).
- 14 avril :
  - José Quiñones Gonzales, aviateur de l'armée de l'air péruvienne († 23 juillet 1941).
  - Jiří Reinberger, organiste et compositeur tchèque († 28 mai 1941).
- 15 avril : Bernard Boesch, architecte et peintre français († 14 février 2005).
- 17 avril : Evelyn Furtsch, athlète américaine spécialiste du 100 mètres († 5 mars 2015).
- 19 avril : Ugo Poletti, cardinal italien, cardinal-vicaire de Rome († 25 février 1997).
- 21 avril : Jean Goujon, coureur cycliste français († 26 avril 1991).
- 22 avril : Hans Baumann, poète et compositeur allemand de chansons de route et de chansons des Jeunesses hitlériennes († 7 novembre 1988).
- 24 avril :
  - Jonathan Brewster Bingham, homme politique et diplomate américain († 3 juin 1986).
  - Larry J. Blake, acteur américain († 25 mai 1982).
  - William Castle, réalisateur, scénariste, acteur et producteur de cinéma américain († 31 mai 1977).
  - Aloyse Klensch, coureur cycliste luxembourgeois († 12 juillet 1961).
- 27 avril : François Garnier, peintre et illustrateur français († 8 juin 1981).
- 30 avril :
  - Dorival Caymmi, chanteur et compositeur brésilien († 16 août 2008).
  - Carlos Lacerda, écrivain et homme politique brésilien († 21 mai 1977).

## Mai
- 1er mai : Pierino Favalli, coureur cycliste italien († 16 mai 1986).
- 3 mai : Georges-Emmanuel Clancier, écrivain et poète français († 8 juillet 2018).
- 8 mai :
  - Maurice Aubert, géologue français († 8 décembre 2005).
  - Romain Gary, écrivain français († 2 décembre 1980).
- 9 mai : 
  - Carlo Maria Giulini, chef d'orchestre italien († 14 juin 2005).
  - Hank Snow, chanteur et guitariste († 20 décembre 1999).
- 10 mai : André Oleffe, homme politique belge († 18 août 1975).
- 11 mai :
  - Alberto Buccicardi, joueur et entraîneur de football, puis journaliste chilien († 8 décembre 1970).
  - Haroun Tazieff, géologue et volcanologue français († 2 février 1998).
- 12 mai :
  - James Bacon, acteur, journaliste et éditorialiste américain († 18 septembre 2010).
  - Mireille Montangerand, peintre française († 28 mars 2003).
  - Maurice Le Coutour, supercentenaire et doyen de France.
- 14 mai : Teodor Oizerman, philosophe et académicien soviétique puis russe († 25 mars 2017).
- 15 mai :
  - Pierre Froidebise, organiste et compositeur belge († 28 octobre 1962).
  - Angus MacLean, premier ministre de l'Île-du-Prince-Édouard († 15 février 2000).
- 17 mai : Guido Masanetz, directeur musical, compositeur et chef d'orchestre allemand († 5 novembre 2015).
- 18 mai :
  - Pierre Balmain, couturier français († 29 juin 1982).
  - Georg von Tiesenhausen, ingénieur germano-américain († 3 juin 2018).
- 21 mai : Jean Vimenet, peintre français († 26 mai 1999).
- 22 mai : 
  - Sun Ra, pianiste de jazz américain († 30 mai 1993).
  - Edward A. Thompson, historien irlandais († 1er janvier 1994).
- 24 mai :
  - John Braspennincx, coureur cycliste néerlandais († 7 août 2001).
  - Jules Perahim, peintre français d'origine roumaine († 2 mars 2008).
  - George Tabori (György Tábori), scénariste, acteur et réalisateur hongrois († 23 juillet 2007).
- 27 mai : Pierre Arcambot, peintre français († 1989).
- 28 mai : 
  - Jean Stevo, peintre belge († 7 novembre 1974).
  - Hubert Faure, militaire français († 17 avril 2021).
- 29 mai : Dino Ferrari, peintre italien († 15 septembre 2000).
- 31 mai :  Barbara Issakides, pianiste et résistante autrichienne au nazisme († 29 août 2011).

## Juin
- 3 juin : Karel Kaers, coureur cycliste belge († 20 décembre 1972).
- 7 juin : Ernst Bader, auteur-compositeur et acteur allemand († 10 août 1999).
- 9 juin :
  - Jacques Fauvet, journaliste français († 1er juin 2002).
  - Richard T. Hanna, homme politique américain († 9 juin 2001).
- 10 juin : Wilfrid Moser, peintre et sculpteur suisse († 19 décembre 1997).
- 12 juin : William Lundigan, acteur américain († 20 décembre 1975).
- 13 juin : Constant Vanden Stock, joueur et entraîneur de football puis dirigeant sportif belge († 19 avril 2008).
- 14 juin :
  - Gisèle Casadesus, comédienne française († 24 septembre 2017).
  - Paul Patrone, footballeur français († 5 février 2003).
- 15 juin : Iouri Andropov, homme politique russe puis soviétique († 9 février 1984).
- 16 juin : Colette Maze, pianiste française († 19 novembre 2023).
- 17 juin : Salvador Molina, coureur cycliste espagnol († 20 mars 1982).
- 20 juin : Muazzez İlmiye Çığ, archéologue turque ayant déchiffrer 3 000 tablettes Cunéiforme(† 17 novembre 2024).
- 21 juin : William Vickrey, économiste américain († 11 octobre 1996).
- 23 juin : Jean-Aimé-Roger Durand, peintre français († 6 mai 2001).
- 24 juin :
  - Bernard Braine, homme politique britannique († 5 janvier 2000).
  - Myroslav Ivan Lubachivsky, cardinal ukrainien († 14 décembre 2000).
- 26 juin :
  - Jan Schoonhoven, peintre et sculpteur néerlandais († 31 juillet 1994).
  - Princesse Sophie de Grèce († 3 novembre 2001)
  - Lyman Spitzer, astrophysicien américain († 31 mars 1997).
- 27 juin :
  - Helena Benitez, femme politique et universitaire philippine († 14 juillet 2016).
  - Henri Dekens, joueur et entraîneur de football belge († 1976).
- 28 juin : Gyula Cseszneky, poète, traducteur et homme politique hongrois († 1970).
- 29 juin : Rafael Kubelík, chef d'orchestre tchèque, puis suisse († 11 août 1996).
- 30 juin :
  - Camille Fleury, peintre, sculpteur, vitrailliste et créateur de tapisserie français († 15 septembre 1984).
  - Agnès Valois, infirmière et religieuse augustine française († 19 avril 2018).

## Juillet
- 2 juillet : Aloïs Andritzki, prêtre catholique allemand, opposant au nazisme, tué à Dachau, martyr, bienheureux catholique († 3 février 1943).
- 3 juillet : Fernando Paggi, musicien et chef d'orchestre italo-suisse († 14 janvier 1973).
- 5 juillet : Alain de Boissieu, militaire français, général d'armée, Compagnon de la Libération et gendre du général de Gaulle († 5 avril 2006).
- 6 juillet : Elaine O'Beirne-Ranelagh, écrivaine et folkloriste américaine († 5 avril 1996).
- 7 juillet :
  - Jan Goossens, footballeur belge († 28 août 2001).
  - Harry Strom, homme politique canadien, premier ministre de l'Alberta († 2 octobre 1984).
- 8 juillet : Jyoti Basu, homme politique indien († 17 janvier 2010).
- 10 juillet :
  - Jean Cailluyer, professeur d'histoire et syndicaliste français († 27 janvier 1986).
  - Kero Antoyan, photographe et peintre turc († 19 août 1993).
  - Joe Shuster, créateur d'origine canadienne du personnage de bande dessinée Superman († 30 juillet 1992).
- 11 juillet : Aníbal Troilo,  compositeur et chef d'orchestre de tango argentin († 18 mai 1975).
- 19 juillet : Vincent Robin d'Arba Desborough, historien et archéologue britannique († 24 juillet 1978).
- 16 juillet : Silvio Leonardi, ingénieur et homme politique italien, membre du Parti communiste († 21 avril 1990).
- 18 juillet :
  - Gino Bartali, coureur cycliste italien († 5 mai 2000).
  - Jean Baudet, peintre français de l'École de Paris († 24 mai 1989).
- 19 juillet :
  - John Macalister, agent secret canadien († 10 septembre 1944).
  - René Pedroli, coureur cycliste suisse († 17 juillet 1986).
- 20 juillet :
  - Dobri Dobrev, mendiant et philanthrope bulgare († 13 février 2018).
  - Fernand Morel, peintre et galeriste suisse († 29 avril 2012).
  - John Phillips, acteur britannique († 11 mai 1995).
  - Ersilio Tonini, cardinal italien, archevêque émérite de Ravenne († 28 juillet 2013).
- 24 juillet :
  - Robert Emhardt, acteur américain († 26 décembre 1994).
  - Louis Estrangin, homme de presse français († 11 février 2019).
  - Sauveur Galliéro, peintre français († 4 juin 1963).
  - Frances Oldham Kelsey, pharmacologue et médecin canadienne († 7 août 2015).
  - Frank Silvera, acteur américain d'origine jamaïcaine († 11 juin 1970).
- 26 juillet : Juan Francisco Fresno Larraín, cardinal chilien, archevêque de Santiago du Chili († 14 octobre 2004).
- 27 juillet : Georges Borgeaud, écrivain suisse de langue française († 6 décembre 1998).
- 28 juillet :
  - Carmen Dragon, compositeur et acteur américain († 28 mars 1984).
  - Woody Strode, joueur de football américain et acteur américain († 31 décembre 1994).
- 29 juillet :
  - Irwin Corey, humoriste, acteur de cinéma et militant américain († 6 février 2017).
  - Auguste-Jean Gaudin, peintre et graveur français († 23 mai 1992).
- 30 juillet : Béatrix Beck, écrivaine belge († 30 novembre 2008).
- 31 juillet :
  - Raymond Aubrac, résistant français († 10 avril 2012).
  - Marcel Busieau, homme politique belge († 3 août 1995).
  - Guillaume Cardascia, historien du droit français († 27 septembre 2006).
  - Josette Day, actrice française († 27 juin 1978).
  - Louis de Funès, acteur français († 27 janvier 1983).

## Août
- 2 août : Félix Leclerc, poète et chanteur québécois († 8 août 1988).
- 4 août : Olga Törös, gymnaste hongroise († 16 février 2015).
- 5 août :
  - Parley Baer, acteur américain († 22 novembre 2002).
  - David Brian, acteur américain († 15 juillet 1993).
  - Pradel Pompilus, enseignant, grammairien, linguiste et écrivain haïtien († 27 février 2000).
- 9 août :
  - Robert Arambourou, archéologue et préhistorien français († 30 novembre 1989).
  - Ferenc Fricsay, chef d'orchestre hongrois († 20 février 1963).
  - Leif Hamre, écrivain norvégien († 23 août 2007).
- 10 août : Jeff Corey, acteur américain († 16 août 2002).
- 13 août : 
  - Luis Mariano, chanteur d'opérette espagnol († 14 juillet 1970).
  - Mario Ricci, coureur cycliste italien († 22 février 2005).
- 15 août : Pierre Goursat, fondateur de la communauté de l'Emmanuel († 25 mars 1991).
- 17 août :
  - Yves Fortier, géologue canadien († 19 août 2014).
  - Carl Walter Liner, peintre suisse  († 19 avril 1997).
- 19 août : Lucien Vlaemynck, coureur cycliste belge († 14 juin 1994).
- 26 août :
  - Daniel Derveaux, écrivain français († 14 novembre 2010).
  - Atilio García, footballeur urugayen († 12 décembre 1973).
  - Fermín Trueba, coureur cycliste espagnol († 1er mai 2007).
- 27 août : Éliane Diverly, peintre, portraitiste, dessinatrice et aquarelliste française († 1er octobre 2012).
- 31 août : Richard Basehart, acteur américain († 17 septembre 1984).

## Septembre
- 5 septembre : Nicanor Parra, poète, mathématicien et physicien chilien († 23 janvier 2018).
- 6 septembre : Cesare Moretti Jr., coureur cycliste sur piste américain († 4 avril 1985).
- 7 septembre :
  - Youssef Achour, homme politique algérien († 15 décembre 1992).
  - James Alfred van Allen, physicien et astronome américain († 9 août 2006).
  - Robert Bluteau, peintre et dessinateur français († 27 février 1985).
- 9 septembre : Vicente Sierra Sanz, footballeur espagnol († 21 janvier 2006).
- 13 septembre : Henri Curiel, militant communiste égyptien († 4 mai 1978).
- 14 septembre : Clayton Moore, acteur américain († 28 décembre 1999).
- 15 septembre : Jean Gaston Mantel, peintre français († 30 mai 1995).
- 18 septembre : Harry Townes, acteur américain († 23 mai 2001).
- 19 septembre :
  - Jean Fréchaut, coureur cycliste français († 16 avril 2012).
  - Charles Hanin, homme politique belge († 16 juin 2012).
- 20 septembre :
  - Marcel Kint, coureur cycliste belge († 23 mars 2002).
  - Kenneth More, acteur britannique († 12 juillet 1982).
- 24 septembre :
  - Jean-Michel Guilcher, ethnologue français († 27 mars 2017).
  - John Kerr, homme politique australien († 24 mars 1991).
  - Jiří Kolář, collagiste, poète, écrivain, peintre et traducteur austro-hongrois puis tchécoslovaque, tchèque et français († 11 août 2002).
- 27 septembre : Augusta Berbuto, sculptrice belge († 2 septembre 1986).
- 28 septembre : Luigi Dadaglio, cardinal italien de la curie romaine († 22 août 1990).
- ? septembre : Ren Zhongyi, homme politique chinois († 15 novembre 2005).

## Octobre
- 1er octobre :
  - Trevor Goddard, acteur anglais († 20 mars 1976).
  - Maciej Maciejewski, acteur polonais († 17 mai 2018).
- 3 octobre : 
  - Pierre Bockel, prêtre catholique, résistant, écrivain, journaliste français († 13 août 1995).
  - Severino Rigoni, coureur cycliste italien († 14 décembre 1992).
- 4 octobre : Jim Cairns, homme politique australien († 12 octobre 2003).
- 6 octobre :
  - Robert C. Bruce, acteur américain († 24 août 2003).
  - Thor Heyerdahl, anthropologue, archéologue et navigateur norvégien († 18 avril 2002).
- 7 octobre : Alfred Drake, acteur, chanteur, metteur en scène et dramaturge américain († 25 juillet 1992).
- 8 octobre : Jean-Toussaint Desanti, philosophe français († 20 janvier 2002).
- 9 octobre :
  - Edward Andrews, acteur américain († 8 mars 1985).
  - Guy Charmot, médecin militaire et résistant français, compagnon de la Libération († 7 janvier 2019).
- 11 octobre :
  - Mickey Daniels, acteur américain († 20 août 1970).
  - Élie Grekoff, peintre et maître cartonnier français d'origine russe († 16 juillet 1985).
- 13 octobre :
  - Walter Brooke, acteur américain († 20 août 1986).
  - Sidney Chouraqui, avocat et résistant français († 3 février 2018).
- 16 octobre : Ángel Caffarena, poète et éditeur de poésie espagnol († 25 février 1998).
- 20 octobre : Jorge Lacerda, homme politique brésilien († 16 juin 1958).
- 21 octobre : Casimir Świątek, cardinal biélorusse, archevêque émérite de Minsk († 21 juillet 2011).
- 22 octobre :
  - Pascual Márquez, matador espagnol († 30 mai 1941).
  - Albert Muis, peintre néerlandais († 24 septembre 1988).
- 25 octobre : Manuel Guerrero, homme politique américain († 9 octobre 1985).
- 26 octobre : Jackie Coogan, acteur américain († 1er mars 1984).
- 27 octobre : Endre Bálint, peintre et graveur hongrois († 3 mai 1986).
- 28 octobre :
  - Roland Lefèvre, joueur et entraîneur de football français († 22 janvier 1965).
  - Jonas Salk, biologiste américain († 23 juin 1995).
- 30 octobre : Marius Flothuis, compositeur, musicologue et critique musical néerlandais († 13 novembre 2001).

## Novembre
- 2 novembre : Salvatore Crippa, coureur cycliste italien († 30 novembre 1971).
- 3 novembre : Jules Rossi, coureur cycliste italien († 30 juin 1968).
- 5 novembre : Emmanuel Kiwanuka Nsubuga, cardinal ougandais, archevêque de Kampala († 20 avril 1991).
- 7 novembre : Jean Cluseau-Lanauve, peintre français († 7 février 1997).
- 8 novembre : 
  - George Dantzig , mathématicien américain († 13 mai 2005).
  - Pierre Demers, physicien et inventeur canadien († 29 janvier 2017).
  - Yves Lagatu, aviateur des Forces françaises libres, compagnon de la Libération († 27 septembre 1987).
  - Norman Lloyd , acteur américain († 11 mai 2021).
- 9 novembre : Hedy Lamarr, actrice, productrice et scientifique américaine († 19 janvier 2000).
- 11 novembre : Georges Coulon, sculpteur et peintre français († 2 décembre 1990).
- 13 novembre : Amelia Bence, actrice argentine († 8 février 2016).
- 14 novembre : Lucien Le Guern,  peintre et religieux français († 27 janvier 1981).
- 15 novembre :
  - Giuseppe Caprio, cardinal italien de la curie romaine († 15 octobre 2005).
  - Philémon De Meersman, coureur cycliste belge († 2 avril 2005).
- 17 novembre : Albertin Dissaux, coureur cycliste belge († 10 juillet 2002).
- 20 novembre : Charles Berlitz, enquêteur américain du paranormal († 18 décembre 2003).
- 21 novembre :
  - Marcel Bebey Eyidi, médecin et homme politique camerounais († 29 juin 1966).
  - Abdelkrim Dali, chanteur et musicien algérien († 21 février 1978).
- 23 novembre : Bruno Pasquini, coureur cycliste italien († 12 août 1995).
- 24 novembre : 
  - Umberto Bruni, sculpteur et peintre canadien († 1er février 2021).
  - Agostino Casaroli, cardinal italien, Secrétaire d'État du Vatican († 9 juin 1998).
- 25 novembre : 
  - Jacques Debary, acteur français († 9 décembre 2011).
  - Léon Zitrone, journaliste français et animateur de télévision († 25 novembre 1995).
- 28 novembre : Mud Bruneteau, joueur de hockey sur glace († 15 avril 1992).

## Décembre
- 2 décembre :
  - Bill Erwin, acteur américain († 29 décembre 2010).
  - Ehrenfried Patzel, footballeur tchécoslovaque et allemand († 8 mars 2004).
  - Léo Rivest, comédien et humoriste québécois († 24 mai 1990).
  - Jozef Wagner, footballeur belge († 8 janvier 2007).
- 3 décembre :
  - Irving Fine, compositeur américain († 23 août 1962).
  - Don Haldane, cinéaste et acteur canadien († 21 septembre 2008).
- 5 décembre : Georges Le Sant, compagnon de la Libération († 13 septembre 2000).
- 7 décembre : Fermo Camellini, coureur cycliste italo-français († 27 août 2010).
- 9 décembre :
  - Jean Snella, joueur et entraîneur de football français († 19 novembre 1979).
  - Ljubica Sokić, peintre serbe († 9 janvier 2009).
- 10 décembre : Reginald John Delargey, cardinal néo-zélandais, archevêque de Wellington († 29 janvier 1979).
- 12 décembre :
  - Eudaldo, peintre non figuratif français d'origine chilienne de la nouvelle École de Paris († 13 août 1987).
  - Cleveland Robinson, militant des droits civiques et syndicaliste américain († 23 août 1995).
  - Irma Mico, résistante française († 2 janvier 2022).
- 14 décembre : Georges Arditi, peintre français († 15 janvier 2012).
- 20 décembre : Lucien Le Guével, coureur cycliste français († 7 décembre 1989).
- 22 décembre : Dezider Kardoš, compositeur et enseignant slovaque († 18 mars 1991).
- 25 décembre : Charles-Noël Barbès, homme politique fédéral provenant du Québec († 8 juin 2008).
- 28 décembre :
  - Lee Bowman, acteur américain († 25 décembre 1979).
  - Marcel Schwarz, décorateur de théâtre et peintre français († 14 juillet 1985).
- 29 décembre :
  - Domènec Balmanya, joueur et entraîneur de football espagnol, sélectionneur de l'équipe nationale espagnole († 14 février 2002).
  - Maura Breslin, féministe et syndicaliste irlandaise († 10 février 1984).
- 30 décembre : Christine Gouze-Rénal, productrice de cinéma française († 25 octobre 2002).

## Date précise inconnue
- Bhageerathi Amma, fémliniste indienne, lauréate du prix Nari Shakti Puraskar († 22 juillet 2021).
- Habib Draoua, joueur et entraîneur de football algérien († 29 octobre 2008).
- Juan Duarte, producteur de cinéma et homme politique argentin † 9 avril 1953).
- Nathan Gutman, peintre et lithographe français d'origine polonaise  († 1990).
- Tassos Halkias, clarinettiste grec († 12 août 1992).
- Mir Mohammad Sediq Farhang, homme politique, haut fonctionnaire et historien afghan († 1990).
- Diongolo Traoré, homme politique français puis burkinabé († 18 avril 1971).

## Vers 1914
- C.P. Singh, entrepreneur et homme politique fidjien († 5 juin 1983).